# Hevrin Khalaf
Pour les articles homonymes, voir Khalaf.
Hevrin Khalaf (en kurde : Hevrîn Xelef, arabe : هفرين خلف), née le 15 novembre 1984 et assassinée le 12 octobre 2019 à Tirwazî, près de Tall Abyad, est une femme politique kurde de Syrie, membre de la direction du Conseil démocratique syrien et secrétaire générale du parti Avenir de la Syrie,.

## Biographie

### Origines, études et engagement politique
Hevrin Khalaf est née le 15 novembre 1984 à Derik, en arabe : Al-Malikiyah, en Syrie. Elle descend de la famille Hawar (en arabe : هاوار). Diplômée de l'université d'Alep, en 2009, elle est ingénieure civile de formation. Hevrin Khalaf devient une personnalité importante de la région kurde autonome du Rojava, dans le nord-est de la Syrie. Elle participe, en 2018 à Raqqa, à la formation d'« Avenir de la Syrie », un parti de centre-gauche, multiethnique, prônant une « Syrie démocratique, plurielle et décentralisée »,, dont elle est la « principale figure féminine ».

### Assassinat

#### Circonstances
Le 12 octobre 2019, lors de l'opération turque Source de paix, elle est exécutée, avec son chauffeur, et un de ses adjoints, par des rebelles pro-turcs de l'Armée nationale syrienne ayant intercepté son véhicule sur l'autoroute M4, près du village de Tirwazî, entre Soulouk et Tall Tamer,,,. Le véhicule est d'abord arrêté par les rebelles qui le criblent de balles car ses occupants refusent d'en sortir,. Le chauffeur, Ferhad Ramazan, est tué à l'intérieur, tandis que Hevrin Khalaf est extraite de force.
Le Conseil démocratique syrien écrit dans un communiqué qu'Hevrin Khalaf « a été sortie de sa voiture […] et exécutée par les mercenaires soutenus par la Turquie, sur la route entre Qamichli et Minbej »,. Amnesty International indique également qu'Hevrin Khalaf « a été traînée hors de sa voiture, frappée et abattue de sang-froid ». Les auteurs de son assassinat appartiennent au groupe Ahrar al-Charkiya,,.
Le photographe Al Hareth Rabbah, qui accompagnait les rebelles d'Ahrar al-Charkiya, témoigne : « Quand on leur a ordonné de s'arrêter, au barrage, la voiture blindée qui transportait Havrin Khalaf n'a pas obtempéré et a gardé ses portières fermées. C'est à cause de cela que tous ses passagers ont été tués, toujours le 12 octobre, au petit matin ».
Amnesty International indique qu'un rapport médical présente la liste des blessures infligées à Hevrin Khalaf, « notamment de multiples blessures par balle à la tête, au visage et dans le dos, ainsi que des fractures aux jambes, au visage et au crâne, et un arrachement de la peau du crâne et la perte de cheveux dus au fait qu’elle a été traînée par les cheveux ». Leïla Mohamed, l'une des personnes chargées, à Derik, de préparer sa dépouille pour l'enterrement déclare au journal Le Monde : « Elle avait la jambe brisée, chair ouverte, les bras couverts de contusions, le corps et les vêtements couverts de terre comme s’ils l’avaient traînée sur le sol. [...] Cela fait huit ans que je fais ce travail et je n’ai jamais vu rien de tel ». Un de ses collègues, Hassan, déclare quant à lui : « La moitié de son visage était écrasée à l’intérieur de son crâne, l’autre était reconnaissable. Elle avait plusieurs impacts de balles dans la poitrine et dans le ventre, et des brûlures qui tendent à indiquer qu’ils lui ont tiré dessus de près ».

#### Réactions

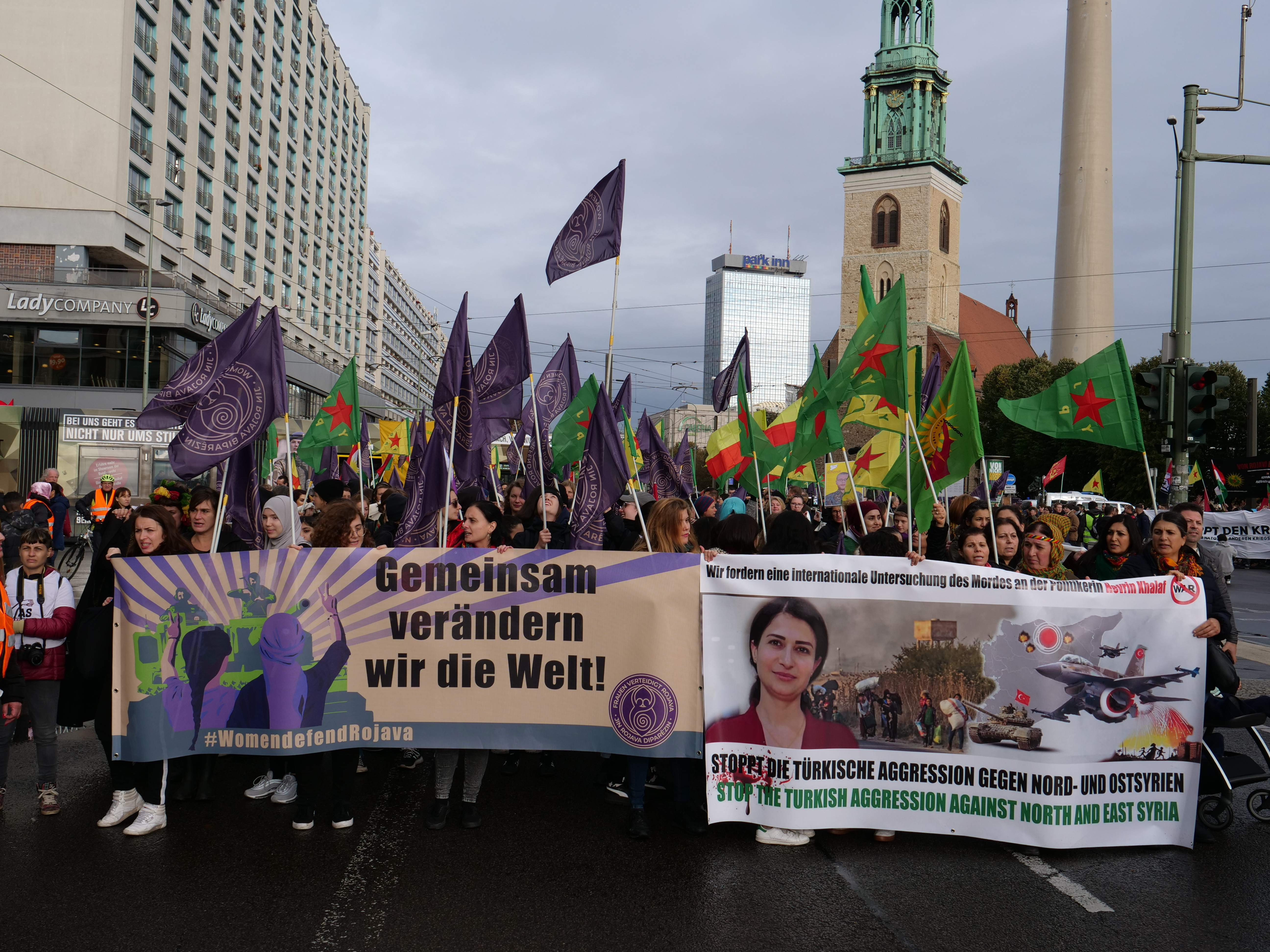
Banderole rendant hommage à Hevrin Kalaf lors d'une manifestation berlinoise en soutien au Rojava.

Selon Mutlu Civiroglu, un spécialiste de la politique kurde : « C’est une grande perte. Elle avait un talent diplomatique, elle participait toujours aux rencontres avec les Américains, les Français, les délégations étrangères ». Son exécution est saluée par plusieurs médias turcs, notamment par le journal Yeni Şafak, qui parle d'une « opération réussie » ayant mis « hors d’état de nuire » la femme politique kurde, ou encore par Yeni Akit qui titre : « L’organisation terroriste en état de choc : une de leurs responsables exécutés [sic] ».
L'assassinat d'Hevrin Khalaf est condamné par les États-Unis. Brett McGurk, l'ancien conseiller du président Donald Trump à la coalition internationale en Irak et en Syrie, déclare le 12 octobre 2019, que l'assassinat de Hevrin Khalaf constitue un crime de guerre. Le 15 octobre 2019, l'Organisation des Nations unies rappelle qu'« en vertu du droit international des droits de l’homme et du droit international humanitaire, les exécutions sommaires constituent des violations graves - et peuvent constituer un crime de guerre ».
Les funérailles de Hevrin Khalaf ont lieu le 14 octobre 2019 à Derik,,.

## Hommages
À Lyon, depuis septembre 2021, une place située dans le quartier de la Guillotière porte le nom de Hevrin Khalaf.

### Vidéographie
- [vidéo] « Enquête : des vidéos démontrent les exactions d'une milice pro-turque dans le nord de la Syrie », sur YouTube
- [vidéo] Des preuves vidéos font la lumière sur des exécutions à la frontière entre la Turquie et la Syrie, Bellingcat, 1er novembre 2019.